# Rezerwat przyrody Butorza
Rezerwat przyrody Butorza – leśny, ścisły rezerwat przyrody w miejscowości Sól w gminie Rajcza (powiat żywiecki), w grupie Wielkiej Raczy w Beskidzie Żywieckim. Utworzony zarządzeniem Ministra Leśnictwa i Przemysłu Drzewnego z dnia 27 lipca 1961 r. (M.P. z 1961 r. nr 73, poz. 311) i skorygowany rozporządzeniem Wojewody Śląskiego z 30 stycznia 2004 r. (Dziennik Ustaw Woj. Śl. Nr 9, poz 341). Zajmuje powierzchnię 30,08 ha (akt powołujący podawał 30,68 ha).
Celem utworzenia rezerwatu było zachowanie ze względów naukowych i dydaktycznych dobrze wykształconych powierzchni dolnoreglowego boru jodłowo-świerkowego z dorodnym drzewostanem „świerka istebniańskiego”.
Rezerwat położony jest na północnych stokach góry Rachowiec w przedziale wysokości 600–720 m n.p.m., pomiędzy torami linii kolejowej Żywiec – Zwardoń na dole a polaną z zabudowaniami osiedla Butorza u góry. Znajduje się na terenie Nadleśnictwa Ujsoły i w granicach Żywieckiego Parku Krajobrazowego.
W rezerwacie występują następujące zespoły leśne:
- dolnoreglowy bór świerkowo-jodłowy,
- żyzna buczyna karpacka,
- bagienna olszyna górska.

Zdecydowaną większość powierzchni rezerwatu zajmuje dolnoreglowy bór świerkowo-jodłowy. Występujące w nim świerki zaliczane są do miejscowej, utrwalonej genetycznie odmiany tzw. świerka istebniańskiego. Pochodzą w większości ze sztucznych nasadzeń. W 130-letnim drzewostanie wiele świerków przekracza 35 m wysokości i osiąga około 50 cm średnicy w pierśnicy. W dolnej części rezerwatu świerk dość dobrze odnawia się samoistnie. W górnej części, ze względu na bujne runo, w którym dominuje jeżyna gruczołowata i trzcinnik leśny, naturalne odnowienie tego drzewa jest bardzo małe.
Strome zbocza i dno parowu z okresowym ciekiem wodnym, zajmującego centralną część rezerwatu, porasta żyzna buczyna karpacka. Podstawowym elementem drzewostanu jest buk zwyczajny, któremu towarzyszą głównie okazałe jawory. Runo rozwinięte jest tu bardzo bujnie. Obok żywca gruczołowatego występuje tu również żywiec dziewięciolistny.
W najniższej części rezerwatu, na podłożu zbudowanym w przeważającej części z nieprzepuszczalnych łupków, rozwinął się niewielki płat bagiennej olszyny górskiej. Występuje w niej olsza szara z niewielką domieszką świerka i wierzby iwy. Warta podkreślenia jest bardzo dobrze rozwinięta warstwa mszysta: pokrycie gruntu przez mchy przekracza tu 50%.
W ostatnich latach stan drzew w rezerwacie, zwłaszcza świerków, bardzo się pogorszył. Sporo z nich obumiera. Nadleśnictwo Ujsoły szacuje, że rocznie ginie kilka procent masy drzewnej rosnącej w rezerwacie. Znaczne spustoszenia poczyniła tam wichura z jesieni 2004 r. W 2005 r. Nadleśnictwo Ujsoły wystąpiło z wnioskiem o likwidację rezerwatu. Wojewódzka Rada Ochrony Przyrody nie zaopiniowała pozytywnie tego wniosku.